# Бартломей Пенкель
Бартломей Пенкель (пол. Bartłomiej Pękiel; ? — бл. 1670, Краків) — польський композитор класичної музики, диригент, органіст.

## Біографія та творчість
Служив при дворі музикантом у Варшаві. В 1633—37 органіст королівської капели, з 1641 року також помічник капельмейстера, в 1649—55 роках головний капельмейстер, одночасно керував хором хлопчиків капели.
З 1658 року (замінив на посаді померлого у 1657 році Франтішека Ліліус) до кінця життя очолював вокально-інструментальну капелу в Вавельському соборі у Кракові.
Автор першої польської кантати-ораторії «Слухайте, смертні!» («Audite Mortales», 2 ч., сюжет заснований на легенді про Страшний суд).
Перу Пенкеля належать також 9 мес (для хору а cappella і вокально-нструментальні); мотети (збереглось 11), заснованих на cantus firmus з григоріанського хоралу, латинські пісні. У месах Пенкеля використані польські духовні пісні.
Написав також ряд світських творів: біля 40 танців для лютні, 3 канони; йому належать обробки польських Колендо. Твори Бартломея Пенкеля відрізняються розвиненою контрапунктичною технікою і є зразками раннього бароко у польській музиці.

## Твори

### Хорові твори
- Missa pulcherrima (CATB)
- Missa Paschalis (ATTB)
- Missa Brevis (ATTB)
- Missae senza le cerimonie (CATB + CATB)
- Missa concertata "La Lombardesca"
- Missa a 4 voci (ATTB)
- Patrem na rotuły (ATTB)
- Patrem rotulatum (ATTB)
- Ave Maria. Motet (ATTB)
- Nativitas tua. Motet (ATTB)
- O adoranda Trinitas. Motet (ATTB)
- Magnum nomen Domini. Motet (CATB)
- Resonet in Laudibus. Motet (CATB)
- Salvator orbis. Motet (CATB)
- Domine ne in furore. Motet, (ATTB)
- Quae est ista. Motet, (ATTB)
- O Salutaris Hostia, Motet, (ATTB)
- Sub Tuum Praesidium. Motet (ATTB)

### Інструментальні твори
- Dialogo Audite mortales The first Polish Oratorio  (per 3 violi d'gamba, duo canti, duo alti, tenor, bassus con basso continuo)
- Trzy tańce polskie ("Three Polish Dances"): Uroczysty (Moderato) - Dostojny (Andante) - Wesoły (Allegro)
- Dulcis amor Jesu. vocal concert (per duo canti, altus, tenore, bassus con basso continuo)

## Відомі записи
- Bartłomiej Pękiel, The Sixteen, COR16110, June 2013 ,  [Архівовано 16 листопада 2016 у Wayback Machine.]
- Танки №№ 1 - 40. — Анатолій Шпаков. Від Києва до Кракова (Музика для лютні XVII-XXI сторіччя), 2003, Rostok Records, Україна, Київ